# Славково (Волховський район)
Славково (рос. Славково) — присілок у Волховському районі Ленінградської області Російської Федерації.
Населення становить 60 осіб. Належить до муніципального утворення Усадищенське сільське поселення.

## Історія
Згідно із законом № 56-оз від 6 вересня 2004 року належить до муніципального утворення Усадищенське сільське поселення.

## Населення
| 1838 | 1862 | 1885 | 1997 | 2007 | 2010 | 2017 |
| ---- | ---- | ---- | ---- | ---- | ---- | ---- |
| 276  | ↘193 | ↗237 | ↘58  | ↘55  | ↘42  | ↗60  |